# Ommatobotys aldabralis
Ommatobotys aldabralis is een vlinder van de familie van de grasmotten (Crambidae), uit de onderfamilie van de Spilomelinae. De wetenschappelijke naam van deze soort is voor het eerst voorgesteld als Nacoleia aldabralis door Pierre Viette in een publicatie uit 1958.
De soort komt voor op de eilanden Aldabra en Assomption van de Seychellen.